# Уилсон, Келли
Келли Луиза Уилсон (англ. Kelly Louise Wilson; род. 1 января 1984/1985 года в Мельбурне, Виктория, Австралия) — австралийская профессиональная баскетболистка, выступающая за команду женской национальной баскетбольной лиги «Бендиго Спирит». Играет в амплуа разыгрывающего защитника. Четырёхкратная чемпионка ЖНБЛ (2013, 2014, 2018, 2019).
В составе национальной команды Австралии она стала победительницей чемпионатов Океании 2013 и 2015 годов в Австралии и Новой Зеландии, а также выиграла летнюю Универсиаду 2007 года в Бангкоке.

## Ранние годы
Келли Уилсон родилась 1 января 1984 года или 1985 года в городе Мельбурн (штат Виктория).